# 长崎大水灾
长崎大水灾（日语：ながさきだいすいがい）是1982年7月23日至次日凌晨，发生在日本长崎县长崎市及周边地区的强降雨引发的灾害。
日本气象厅将7月23日至25日以长崎县为中心的强降雨命名为“昭和57年7月暴雨”，长崎县则将其命名为“7·23长崎大水灾”。本文使用“长崎大水灾”这一通用名称，并未区分降雨和灾害。下文中虽然部分市町村合并而消失，但通常仍沿用暴雨发生时的市町村名称。
位于长崎市北部的西彼杵郡长与町，截至23日晚8点的一小时内降雨量达187毫米。这是日本有记录以来的最高小时降雨量。此外，西彼杵郡外海町截至23日晚8点的两小时内降雨量达286毫米，也创下了历史最高纪录。有人指出，梅雨季末期持续暴雨，加上每天都发布警报，导致人们的危机感麻木，才导致了此次创纪录的短期暴雨信息。

## 昭和57年7月暴雨
1982年，九州北部的梅雨季来得比较晚，6月13日才开始，比正常时间晚了大约八天。梅雨持续到7月初，一些地方政府甚至呼吁节约用水。然而，随着梅雨接近尾声，暴雨接踵而至。7月10日至20日，日本西部各地接连出现日降雨量超过100毫米的暴雨。例如，16日广岛市的降雨量达到223毫米，20日长崎市的降雨量达到243毫米，一些观测点从10日至20日的累计降雨量甚至超过了1000毫米。由于地面松软，这些情况极易引发土砂灾害。
21日以后，锋面活动稍有减弱，晴空持续数小时，阳光明媚。但23日至25日，低压系统陆续经过日本西部，梅雨锋面活动更加活跃。
23日，随着低压系统的经过，梅雨锋面北移至九州北部。起初，长崎县北部地区降雨量较大，截至下午3点，对马岛严原町一小时降雨量达64毫米，截至凌晨5点，平户市一小时降雨量达75.5毫米。但暴雨区域逐渐向南移动，从晚上7点左右到24日凌晨，由于出现湿舌现象，以长崎县南部为中心的暴雨强度达到前所未有的程度。
位于长崎市中心的长崎海洋气象台23日夜间迎来强降雨，截至晚上8点的一小时内降雨量达111.5毫米，晚上9点达102毫米，晚上10点达99.5毫米，连续三个小时降雨，其中暴雨量达100毫米左右，三小时降雨量达313毫米（相当于6月份的月平均降雨量）。设置在东长崎地区的雨量计在同一时间段内记录到366毫米（相当于日本三小时降雨量第三高）。
小时降雨量方面，设置在长与町公所的雨量计在23日晚上8点之前的一小时内记录到187毫米，创下了日本单小时降雨量的最高纪录。在长浦岳安装的AMeDAS记录到晚上7点，一小时内降雨量为153毫米，到晚上8点则为118毫米。外海町公所安装的雨量计记录到23日晚上8点为止的两个小时内降雨量为286毫米，创下了日本两小时降雨量的最高纪录。长崎海洋气象台记录到自降雨开始以来的24小时内降雨量为527毫米。
第二天，也就是24日，梅雨锋面南移，主要给岛原半岛和熊本县带来暴雨，熊本市单日降雨量达394.5毫米，与白川大水灾和谏早暴雨相当。25日，九州南部和纪伊半岛南部录得超过100毫米的暴雨。
大约在同一时间，台风贝丝形成。大约一周后，它接近并登陆日本列岛，造成巨大破坏。

## 灾害

### 长崎县

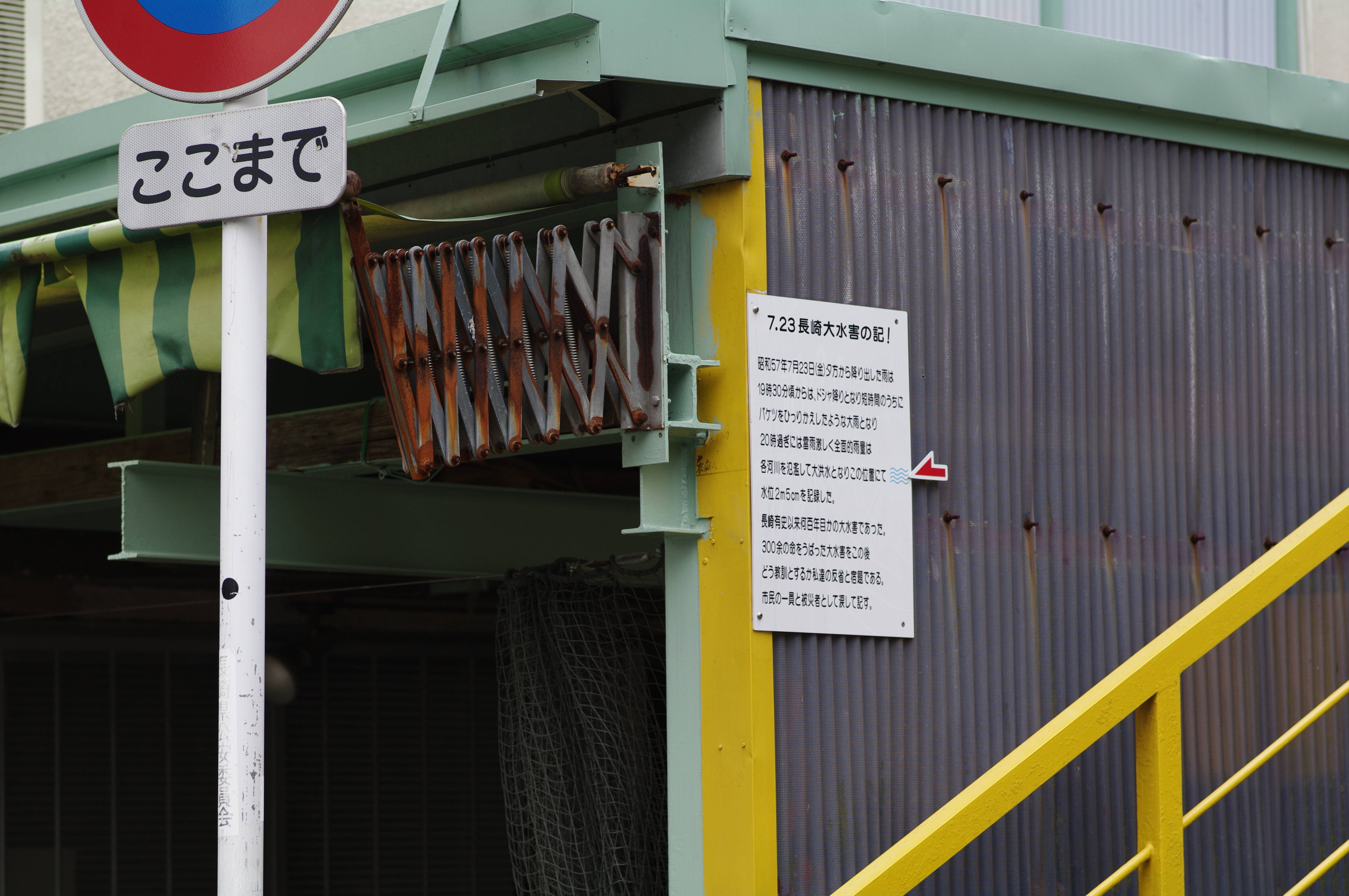
标明水位已达地面以上2.05米的信息板（2009年7月拍摄）

长崎市23日傍晚一直下着的小雨骤然转阴，约100毫米的大雨集中在晚餐时间及民众返家前后。长崎海洋气象台在雨势进一步增强前，于下午4点50分发布了暴雨警报，并呼吁民众加强警惕。遗憾的是，许多习惯了每日警报的市民并未提前做好防护，生活彻底陷入瘫痪。此外，由于长崎市属于斜坡城市，与“洪水”的名称相反，此次长崎洪水中因山体滑坡造成的伤亡人数远超溺水身亡人数。长崎市299名死亡和失踪人员中，约90%（262人）死于泥石流和悬崖崩塌。
雨势丝毫没有减弱的迹象，夜间又遭遇停电等恶劣条件，居民的撤离行动因此受阻。短时间内，洪水导致车辆、公交车、火车陷入瘫痪，桥梁被冲毁、泥石流引发的交通中断接踵而至，令人束手无策。由于通信拥堵和中断，居民甚至无法向行政当局报告求救，而接到报告的行政部门也无法按计划进行救援，灾情因此不断扩大。
长崎市的中岛川、浦上川、八郎川等河流以及西彼杵半岛的雪浦川泛滥，导致国道34号被切断，地面及地下水位均被淹没，许多房屋倒塌，造成严重损失。尤其是中岛川的石桥（属于文化遗产）受损严重，重要文化遗产眼镜桥部分损毁，其他市指定文化遗产石桥也全部损毁。此次特大洪水造成的损失总计约3000亿日元。此外，长崎市畝刈町的洞海湾山口也发生了溃坝。
此次灾害中，自卫队迟迟未接到出动请求，即使出动准备已经就绪，陆上自卫队大村警备队也迟迟未能出动，耗时颇长。这是因为当时行政部门混乱，根本没想过要提出请求，但作为紧急应对措施（因为从电视报道中可以确定发生了重大灾害），在获得第四师团司令部的许可后，以灾害派遣出动训练的名义并在正式接受请求后，挂上灾害派遣标志展开行动。这时接到联队司令特别命令的三名干部冒雨前往长崎市。其中两人因道路塌陷无法前进，但最后一人在道路坍塌后，将自卫队车辆停放在最近的无危险民宅，徒步突破危险区域。随后，他搭乘路过的车辆前往长崎市内，次日清晨抵达县厅。尽管请求已发出，但他利用随身携带的无线电设备，就道路状况等进行报告，支持了自卫队活动。
根据后来制作的纪录片，除了死亡失踪人数和总损失外，还显示约有28000户受灾，754人受重伤或轻伤，447栋房屋完全损毁，746栋房屋部分损毁，335栋房屋部分受损，14704栋房屋地面以上被淹，8642栋房屋地面以下被淹。
此外，长崎放送和长崎电视台联合转播的《24小时电视 “爱能拯救地球”》节目，因受此次灾害影响，长崎放送决定不参与转播，仅由长崎电视台负责后半段的转播。

### 熊本县

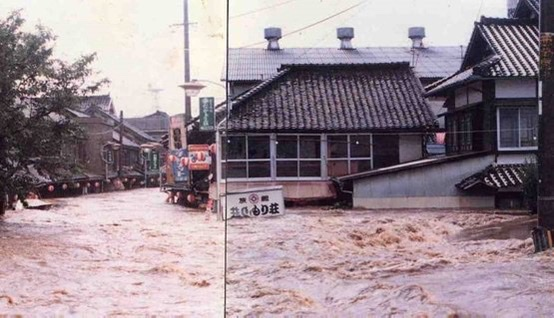
山鹿市的淹水情况

24日，锋面南移，造成洪水、山体滑坡等灾害。熊本县有24人死亡或失踪，3871栋建筑物地面以上被淹，11351栋建筑物地面以下被淹，220栋建筑物全部或部分损毁。

### 其他
山口县下松市有3人死亡，佐贺县和大分县也因暴雨确认有人死亡。